# عبد الله عبد الدائم
عبد الله عبد الدائم (1920- 2008 م) مفكر قومي عربي، وباحث ومؤرِّخ للتربية، ومترجم ووزير سوري.

عبد الله عبد الدائم في شبابه

## حياته ودراسته
وُلـِد عبد الله عبد الدائم في مدينةِ حلب سورية في أسرةٍ متوسـطة الحالِ عمل والده في أعمالٍ تجارية، ولحقت به خسائر كبيرة نتيجة ما جرى في حلب أيام الانتداب الفرنسي على سورية، وتعرَّض لنكَبات مادية، واضطرَّت سوء الأحوال المادية عبد الله إلى ترك المدرسة والانقطاع من أجل العمل وتأمين لقمة العيش والتعاون مع الأسرة.
نال الإجازة في الآداب قسم الفلسفة من جامعة فؤاد الأول (جامعة القاهرة الآن) عام 1946 بمرتبة الشرف الأولى، ودكتوراه الدولة في الآداب (تربية) من جامعة السوربون بباريس عام 1951 بتقدير مشرِّف جداً. عمل مدرساً واستاذاً بكلية التربية بجامعة دمشق، ورئيساً لقسم أصول التربية فيها، ومديراً عاماً لمعارف حكومة قطر، ووزيراً للإعلام (1962) و (1964)، ووزيراً للتربية (1966)، وأستاذاً وخبيراً في التخطيط التربوي (التابع لمنظمة اليونسكو)، والإدارة التربوية بالمركز الإقليمي لتخطيط التربية وإدارتها في البلاد العربية ببيروت، وأستاذاً بكلية التربية في الجامعة اللبنانية، وخبيراً في التخطيط التربوي بالمركز الديمغرافي بالقاهرة (التابع لهيئة الأمم المتحدة) ومديراً لمشروع اليونسكو لتطوير التربية في سلطنة عمان، وممثلاً لليونسكو ورئيساً لبعثتها في دول غربي إفريقيا، ورئيساً لقسم مشروعات التربية في البلاد العربية وأوربة بمقر اليونسكو بباريس، وعضواً في لجنة تقويم النظام التربوي في دولة الكويت.

## عضوياته
- عضو جمعية البحوث والدراسات.

- عضو مراسل بمجمع اللغة العربية بدمشق.

- عضو مجلس أمناء مركز دراسات الوحدة العربية ببيروت.

- عضو المؤتمر القومي العربي.

- عضو مؤتمر الحوار القومي الإسلامي.[2]

## أهم مؤلفاته
خلَّف أكثر من خمسين كتابًا بالعربية والفرنسية، ومنها كتب مدرسية، وكتب مترجمة.

#### أهم مؤلفاته التربوية باللغة العربية:
1. التخطيط التربوي، أصوله وأساليبه الفنية وتطبيقاته في البلاد العربية، بيروت، دار العلم للملايين- الطبعة التاسعة عام 1997.
2. التربية التجريبية والبحث التربوي- بيروت دار العلم للملايين- الطبعة الخامسة 1984.
3. التربية عبر التاريخ- بيروت- دار العلم للملايين- الطبعة التاسعة علم 1996
4. التربية العامة (مترجم عن أوبير) بيروت دار العلم للملايين -الطبعة الخامسة 1985.
5. التنبؤ بالحاجات التربوية تحقيقًا لأهداف التنمية الاقتصادية والاجتماعية (مترجم عن باريس) بيروت المركز الإقليمي لتخطيط التربية وإدارتها في البلاد العربية 1964.
6. الثورة التكنولوجية في التربية العربية، بيروت دار العلم للملايين -الطبعة الرابعة 1991.
7. الجمود والتجديد في التربية المدرسية (مترجم عن آفانزيني) -بيروت- دار العلم للملايين- الطبعة الثانية 1983
8. التربية في البلاد العربية -بيروت- دار العلم للملايين- الطبعة الخامسة 1994
9. التربية والعمل العربي المشترك -بيروت- دار العلم للملايين- الطبعة الأولى 1988.
10. التربية وتنمية الإنسان في الوطن العربي -بيروت- دار العلم للملايين 1988.
11. المدارس الحديثة (مترجم عن نوكلييه مع آخرين) عدد خاص من مجلة المعلم العربي الصادرة عن وزارة التربية بدمشق 1953.
12. نحو فلسفة تربوية عربية. بيروت/ مركز دراسات الوحدة العربية/ الطبعة الأولى 1991
13. بحث تقارن عن الاتجاهات السائدة في الواقع التربوي في البلاد العربية. تونس، المنظمة العربية للتربية والثقافة والعلوم/ 1993.
14. مراجعة إستراتيجية تطوير التربية العربية. تونس/ المنظمة العربية للتربية والثقافة والعلوم/ 1995.
15. الإستراتيجية العربية للتربية في المرحلة السابقة على التعليم الابتدائي (مرحلة رياض الأطفال). تونس- المنظمة العربية للتربية والثقافة، والعلوم/ 1996

#### أهم مؤلفاته القومية والفكرية:
1. دروب القومية العربية -بيروت- دار الآداب 1958.
2. التربية القومية -بيروت- دار الآداب 1959.
3. القومية والإنسانية -بيروت- دار الآداب 1961.
4. الاشتراكية والديمقراطية -بيروت- دار الآداب 1961.
5. الجيل العربي الجديد -بيروت- دار العلم للملايين 1961.[3]
6. الوطن العربي والثورة -بيروت- دار الآداب 1963.
7. التخطيط الاشتراكي -دمشق- وزارة الثقافة والإرشاد القومي 1965.
8. في سبيل ثقافة عربية ذاتية، بيروت، دار الآداب 1983.
9. مَنْبَعا الأخلاق والدين (مترجم عن برغسون بالاشتراك مع سامي الدروبي) -بيروت- دار العلم للملايين- الطبعة الثانية 1984.
10. الضحك (مترجم عن برغسون بالاشتراك مع سامي الدروبي) -بيروت- دار العلم للملايين- الطبعة الثالثة 1985.
11. القومية العربية والنظام العالمي الجديد. بيروت، دار الآداب، 1991.
12. إسرائيل وهويتها الممزّقة. بيروت، مراكز دراسات الوحدة العربية،1996.
13. دور التربية والثقافة في بناء حضارة إنسانية جديدة. بيروت، دار الطليعة، 1998.
14. نكبة فلسطين عام 1948: أصولها وأسبابها وآثارها السياسية والفكرية والأدبية في الحياة العربية. بيروت، دار الطليعة، 1998.

#### بعض مؤلفاته المدرسية:
1. الموجز في علم النفس بالاشتراك مع سامي الدروبي، مطبوعات وزارة المعارف السورية 1956.
2. علم الاجتماع بالاشتراك مع حافظ الجمالي، مطبوعات وزارة التربية بدمشق 1959.

مؤلفاته باللغة الفرنسية:
L,orientation scolaire dans I,enseignement secondaire (presses universitaires de damas 1957). -L,oniromuncie arabe (presses universitatres de damas 1958).

## أهم دراساته
- تجربة الوحدة العربية المصرية السورية
- فشل العمل الوحدوي ولم يفشل مبدأ الوحدة العربية [4]
- صدر عنه كتاب بعنوان: (عبد الله عبد الدايم رجل التربية والفكر القومي) عن الهيئة العامة السورية للكتاب، إعداد وتوثيق د.إسماعيل مروة، ونزيه الخوري.

## وفاته
توفي عبد الله عبد الدائم في فرنسا يوم الأربعاء 10 رمضان 1429هـ الموافق 10 سبتمبر (أيلول) 2008م.